# モルディブサッカー協会
モルディブサッカー協会(モルディブサッカーきょうかい、Football Association of Maldives)は、モルディブのサッカーを統括する団体である。

## 主な組織チーム
- サッカーモルディブ代表
- サッカーモルディブ女子代表